# لئونارد استون
لئونارد استون (به انگلیسی: Leonard Stone) (زاده ۳ نوامبر ۱۹۲۳-درگذشته ۲ نوامبر ۲۰۱۱) بازیگر آمریکایی بود.
از فیلم‌های معروف او می‌توان به بازی در فیلم درک روشن اشاره کرد.